# Федорівська вулиця (Севастополь)
Федорівська вулиця (крим. Fedoriv soqaq) — вулиця в Нахімовському районі Севастополя, розташована у Любимівці.
Знаходиться між морем та Качинським шосе.

## Історія
Названа на честь Федора Оттовича Шталя — підприємця, який купив що придбав у матері Софії Перовської — Варвари Степанівни — маєток «Приморський».
Багатий підприємливий чоловік Ф. О. Шталь був одним із найбільших виновиробників у Російській імперії, володів величезними винними підвалами. У Криму мав 15 тисяч га виноградників у Судаку, Гурзуфі, Балаклаві та Севастополі, на Бельбеку — 738 десятин землі. У своєму маєтку «Приморське» збудував неподалік моря цегляно-черепний заводик, до якого вела потужна дорога. Це шосе місцеві жителі називали Федорівським, а місцевість — Федорівкою. Ф. О. Шталь зрідка приїжджав у свій маєток двічі-тричі на рік. Жив у Німеччині чи Петербурзі, де мав власний будинок. Господарством у Любимівці займався керівник Федір Федорович Зірінг (теж Федір) — його двоюрідний брат. Під його керівництвом були закладені нові виноградники, пасіки, в 1890 вириті підвали для зберігання вина, що збереглися до наших днів.
Утворену вулицю — Федорівську — 31 серпня 1957 «узаконили», зберігши за нею народну назву.